# Serica fimbriata
Serica fimbriata är en skalbaggsart som beskrevs av Leconte 1856. Serica fimbriata ingår i släktet Serica och familjen Melolonthidae. Inga underarter finns listade i Catalogue of Life.